# Didiplis diandra
Didiplis diandra es una especie de planta acuática perteneciente al género monotípico Didiplis, en la familia Lythraceae.
Es nativa del sudeste de los Estados Unidos y el nordeste de México. Crece allí tanto sumergida en aguas estancadas y poco profundas como emergida en las orillas de lagos y ríos.

## Descripción
Didiplis diandra es una planta herbácea de pantano y hunde sus raíces en el barro. Las plantas emergidas alcanzan alturas de 5 a 10 centímetros. Sumergida, la planta puede alcanzar una altura de 10 a 40 centímetros. Los tallos de la planta están desnudos y tienen un grosor de entre 1 y 1,5 milímetros. Las hojas simples no tienen pecíolo y están dispuestas una frente a la otra en los tallos. Las hojas que crecen por encima de la superficie del agua tienen forma de cuña o de lanza. Crecen entre siete y 25 milímetros de largo y entre dos y 4,5 milímetros de ancho. Las hojas sumergidas, por el contrario, son estrechamente lanceoladas. Dependiendo de las condiciones de iluminación, tienen un color que va desde verde claro hasta rojo brillante.
El período de floración es de junio a agosto. Las flores están dispuestas individualmente en las axilas de las hojas. Se forma un fruto en cápsula, esférico y liso .

## Uso en acuarios
En paisajismo acuático, esta planta se utiliza a menudo para crear calles de vegetación. Se considera una planta de acuario exigente, sensible y, sobre todo, muy amante de la luz. Para prosperar, las plantas necesitan agua blanda a medianamente dura y dependen de la fertilización con dióxido de carbono. El rango de temperatura óptimo está entre 22 y 26 grados centígrados. 